# Can Vidal de la Serra
Can Vidal de la Serra és una obra de Sant Pere de Ribes (Garraf) protegida com a Bé Cultural d'Interès Local.

## Descripció
Masia situada a xaloc de la Serra. És un edifici aïllat de planta rectangular i quatre crugies. Consta de planta baixa i pis i té la coberta a dues vessants amb el carener perpendicular a la façana. El frontis es compon de quatre eixos, definits per obertures d'arc pla arrebossat, excepte el portal, que és d'arc escarser i es troba descentrat en el frontis. En la darrera restauració es va repicar el revestiment, que va deixar al descobert el portal original al centre del frontis, d'arc de mig punt adovellat. Malgrat trobar-se tapiat, la part superior de l'arc s'ha deixat vista. A sobre hi ha pintat un rellotge de sol rectangular on hi diu "JO SENSE SOL, TU SENSE FE, NO SOM RE". A l'extrem de llevant d'aquesta façana hi ha adossat un cos de planta baixa i pis que segueix la coberta del principal. Les finestres també són d'arc pla arrebossat. La façana de tramuntana té adossats dos cossos destinats a l'elaboració i emmagatzement del vi; el primer és d'un sol nivell d'alçat i té la coberta a una vessant que desaigua a garbí. En aquesta mateixa façana hi ha un portal d'arc carpanell ceràmic. El segon cos s'allarga per tota la façana de mestral, té dos nivells i la coberta a una sola vessant. A la part superior té dues petites finestres d'arc pla arrebossat. A la façana de gregal hi ha tres contraforts, un dels quals aprofitat com a comuna. També hi veiem dues finestres d'arc pla arrebossat. El revestiment del frontis és arrebossat i pintat de color blanc, amb les obertures ressaltades de color ocre, mentre que a la resta de façanes es manté l'arrebossat de color terrós. Davant la façana principal hi ha les corts d'un sol nivell d'alçat, que queden obertes amb un portal d'arc escarser. La casa queda frontalment tancada per un mur perimetral. Fora del recinte de la casa, a l'altre costat del camí, hi ha el corral, constituït per un cos obert amb pòrtics d'arc rebaixat de pedra, que queda tancat per un baluard.

## Història
Els Vidal de la Serra estan documentats a la zona des del segle xvii, de la mà de Toni Vidal de la Serra. L'any 1728 va ser regidor de Ribes en Miquel Vidal de la Serra, i més tard, el 1757 ho va ser Manuel. Al cadastre de l'any 1764 encara hi consta el Manuel Vidal de la Serra com a propietari, així com la casa xica de Vidal de la Serra. La casa va trobar-se en mans dels Vidal de la Serra fins al segle xix. En el llibre d'Apeo de l'any 1847, ja hi consta que pertanyia a Josep Vidal i Parés. A principi del segle XX n'era propietari l'indià Francesc Marcer, que va fer donació de la nova església de Sant Pere.